# Eteinopla
Eteinopla is een geslacht van vlinders van de familie spinners (Lasiocampidae), uit de onderfamilie Lasiocampinae.

## Soorten
- E. obscura De Lajonquière, 1979
- E. signata (Moore, 1879)